# Приазовский край
«Приазовский край» — російська газета, що виходила у Ростові-на-Дону в 1891—1920 роках.

## Історія
Заснована С. Х. Арутюновим. Найвпливовіше періодичне видання на Донщині того часу. Трималась ліберального напряму. Серед іншого, друкувала також праці українських авторів (В. Винниченка, С. Єфремова, Ф. Матушевського, І. Франка, К. Широцького, І. Малиновського та ін.) і різні статті на українські теми.
У 1913—1916 роках завідувачем редакції (фактичним редактором) часопису був український журналіст і політичний діяч Олександр Саліковський.
Видання газети припинилося з приходом до влади більшовиків.